# 八路军359旅旅部石矾旧址
八路军359旅旅部石矾旧址，位于中华人民共和国山西省大同市灵丘县上寨镇石矾村，已列为山西省文物保护单位。

## 保护
2021年8月4日，八路军359旅旅部石矾旧址由山西省人民政府公布为第六批山西省文物保护单位，编号6-284。